# Ispettore Dante
Ispettore Dante (Dante) è una serie televisiva statunitense in 26 episodi trasmessi per la prima volta nel corso di una sola stagione dal 1960 al 1961.

## Trama
Willie Dante è un ex criminale e giocatore d'azzardo che gestisce il nighclub Dante's Inferno a San Francisco, California.  Dante afferma di aver messo il passato alle spalle, ma continua ad intrattenere rapporti con i vecchi soci Stewart e Biff, che ha assunto nel locale come cameriere e come barman. Sebbene con il suo locale sia a posto con la legge, la polizia non crede che egli abbia veramente chiuso con il mondo criminale.  I suoi vecchi compagni del crimine continuano a comparire presso il night nel tentativo di attirarlo di nuovo negli inferi. Dante viene anche coinvolto dalla stessa polizia in operazioni per la cattura di criminali in cui egli deve operare da infiltrato.

## Personaggi
- Willie Dante (26 episodi, 1960-1961), interpretato da	Howard Duff.
- Stewart Styles (25 episodi, 1960-1961), interpretato da	Alan Mowbray.
- Biff (25 episodi, 1960-1961), interpretato da	Tom D'Andrea.
- ispettore Roper (6 episodi, 1960-1961), interpretato da	James Nolan.
- Lance Hogarth (2 episodi, 1960-1961), interpretato da	Robert F. Hoy.
- Samantha Lee (2 episodi, 1960-1961), interpretato da	Joan Marshall.
- Martin Johnson (2 episodi, 1960-1961), interpretato da	Byron Morrow.
- Ragazza (2 episodi, 1960-1961), interpretato da	Barbara Hines.
- Smitty (2 episodi, 1960-1961), interpretato da	Joseph Ruskin.
- Dominick Miro (2 episodi, 1960-1961), interpretato da	Jerry Wayne.
- tenente Robert Malone (2 episodi, 1960), interpretato da	Mort Mills.
- Mitch (2 episodi, 1961), interpretato da	Arvid Nelson.

## Produzione
La serie fu prodotta da Four Star Productions e Satyr Productions. Dick Powell, produttore della serie, aveva precedentemente già interpretato il ruolo di Willie Dante in otto episodi della serie Four Star Playhouse, inizialmente sceneggiata da Blake Edwards, che aveva già creato per Powell il radiodramma di Richard Diamond. In Four Star Playhouse, Willie Dante gestisce una bisca clandestina, nel retro del locale Inferno, che la polizia presto scopre. L'unico attore dalla versione di Four Star Playhouse ad essere inserito nel cast di Dante  è Alan Mowbray, che aveva interpretato un milionario di nome Jackson che si era giocato tutte le sue fortune ed era poi stato assunto da Dante come cameriere. Questi episodi sono stati successivamente ritrasmessi sotto il titolo collettivo The Best in Mystery.
La moglie di Howard Duff, Ida Lupino, una dei partner di Powell nella società di produzione Four Star Television, insieme a David Niven e Charles Boyer, diresse alcuni degli episodi.
Dante fu paragonato al personaggio della serie Mr. Lucky (1959-1960), interpretato da John Vivyan, che gestisce una casa da gioco galleggiante e viene coinvolto con personaggi del mondo del crimine.

### Registi
Tra i registi della serie sono accreditati:
- Richard Kinon (12 episodi, 1960-1961)
- Alan Crosland Jr. (9 episodi, 1960-1961)

## Distribuzione
La serie fu trasmessa negli Stati Uniti dal 1960 al 1961 sulla rete televisiva NBC. In Italia è stata trasmessa con il titolo Ispettore Dante.
Dante fu trasmessa sulla NBC il lunedì sera, dal 3 ottobre 1960  al 10 aprile 1961. La serie si dimostrò incapace di competere contro The Andy Griffith Show sulla CBS e Avventure in paradiso sulla ABC e fu cancellata dopo una sola stagione.

## Episodi
| Stagione       | Episodi | Prima TV USA |
| -------------- | ------- | ------------ |
| Prima stagione | 26      | 1960-1961    |